# Schloss Ottersbach
Schloss Ottersbach liegt in Mantrach (Gemeinde Großklein, Bezirk Leibnitz), im Süden Österreichs in der Steiermark.

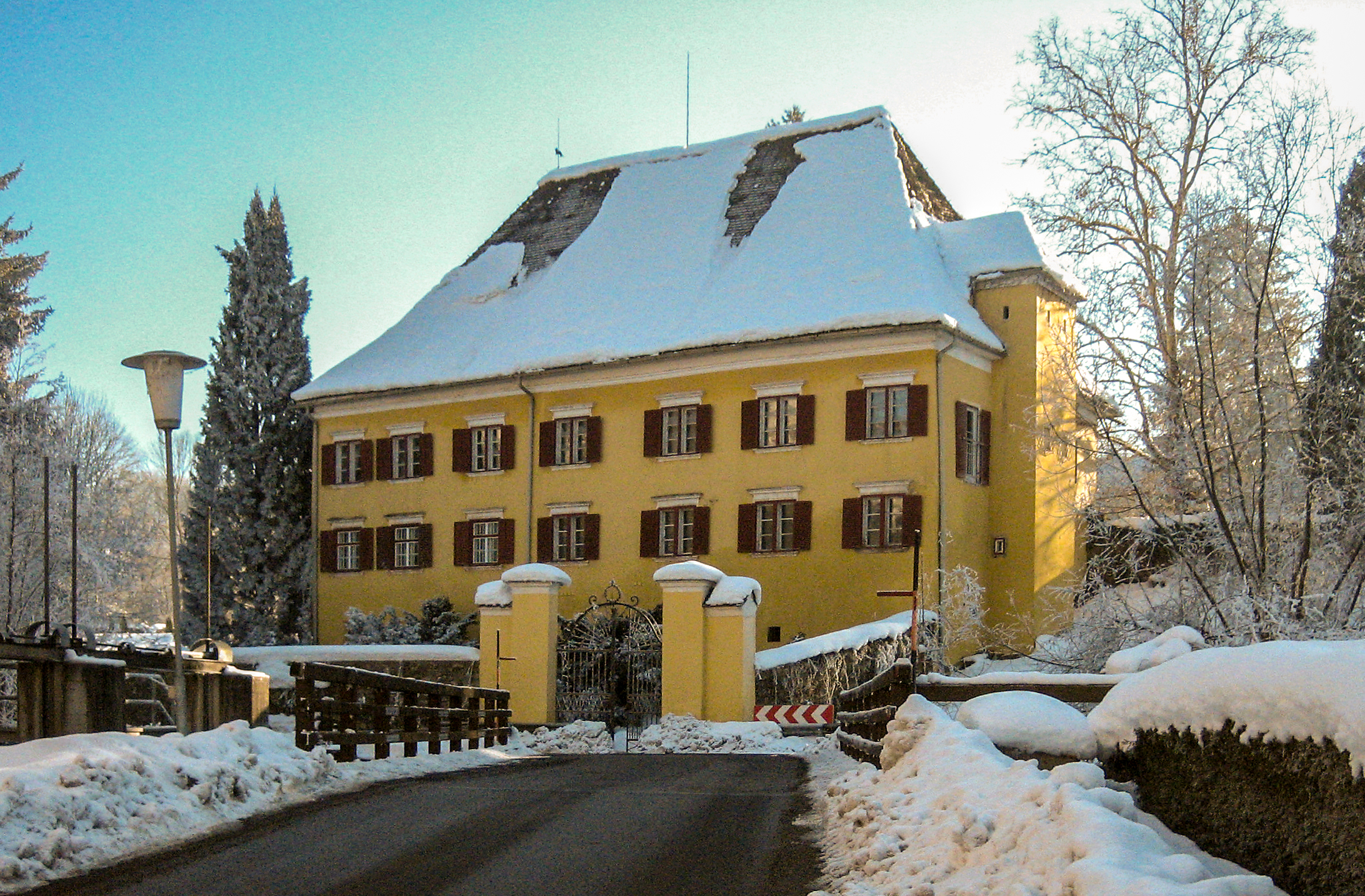
Schloss Ottersbach, Hauptgebäude, Nordansicht

## Geschichte

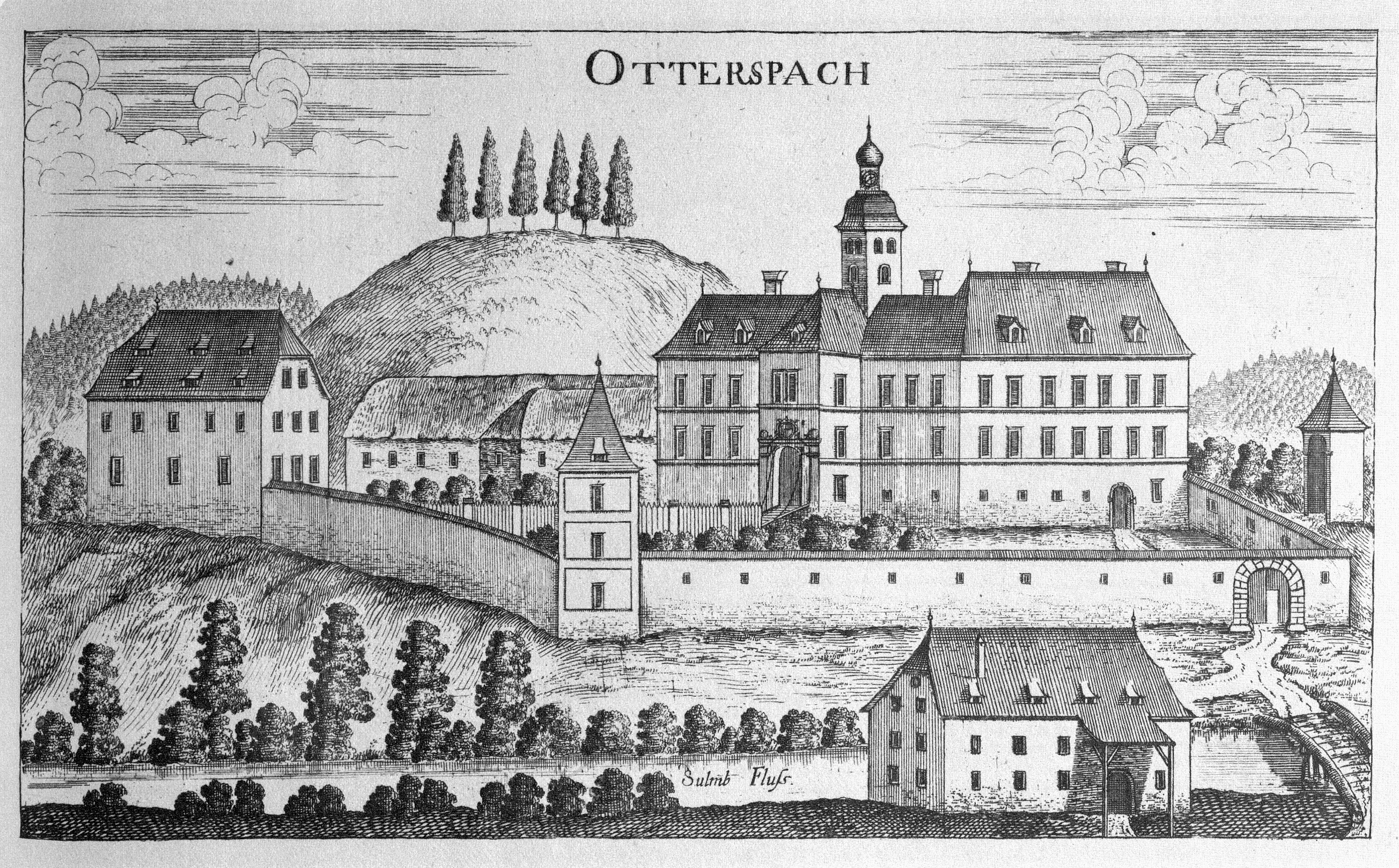
Schloss Ottersbach, Stich von Georg Matthäus Vischer, 1681

Am 19. März 1616 "befreite" Erzherzog Ferdinand dem Hans Murn "den Stockh", den er als Edelmannssitz "von neuem erpaut" und erlaubte, dass er ihn Ottersbach nenne und sich das gleiche Prädikat zulege. Murn hatte 1593 die benachbarte Burg Mantrach erworben, die aber zu diesem Zeitpunkt bereits verfallen war. 
Hier einige Textstellen aus dem Gesuch: "...Nachdem vnns vnnser getreuer Lieber Hanns Murn gehorsambist angebracht, Wassmassen Er ainen Stockh an der wasserfluss der Sulbm vndter Gleinstetten... von neuem erpaut vnd durch den Segen Gottes vnd ehrliche mittl denselben Stockh solchermassen erhebt und verbessert hat, dass Er in die 180 Pfund herrngüldt demselbigen an vnd zugehörig gemacht... dass wir ... geruchten solchen seinen erpauten Stockh zu ainem Edlmans Sitz Zu berfreyn, ... dass er solichen Sitz Otterpach nennen, auch sich vnd seine ehelichen leibserben die Murn zu Otterspach schreiben vnd intitulieren lassen möchte..." Der "Murn zu Ottersbach" legte sich ein redendes Wappen zu, das den Herrschaftsnamen
in Bildern ausdrückt: "Über einen Pfahl geführt ein gefluteter Wellenbalken, der mit einem Fischotter mit seinem Fisch im Maul belegt ist."
Murn übergab dem Elias Hemeter, einem Verwandten, das Anwesen in Verwaltung, der aber die eingehobenen Zinse so unregelmäßig ablieferte, dass schon im Jahre 1620 eine große Schuld aufgelaufen war. Als Besitzer folgte auf Hans Murn dessen Sohn Hans Jakob (1629), diesem sein Bruder Hans Wilhelm (1633), der 1650 von seinem Mündel Christof Andree von Gleinz ermordet wurde. Aus der Verlassenschaft wurde Ottersbach 1653 an Hans Georg Adam Adl von Adlstein verkauft, der es am 20. September 1675 an Sigmund Ludwig Graf Khünburg veräußerte; nach dessen Tod verwaltete seine Witwe die Herrschaft für ihren Sohn Johann Max,
der sie nach erlangter Großjährigkeit übernahm und 1692 an Niklas Graf Lodron verkaufte; nach dessen Tod erhielt nach langen Erbstreitigkeiten seine Witwe und dann sein Sohn die Herrschaft. Im Jahr 1700 kam es zur Pfändung, da große Steuersummen ausständig waren, und 1708 sah sich Graf Josef Lodron gezwungen, Ottersbach an Johann Anton von Liscutin zu verkaufen. Nach dessen Tod lagen so große Schulden auf dem Gut, dass es 1732 an Franz Josef von Hingenau veräußert werden musste, der aber auch bald in Zahlungsschwierigkeiten kam und,
auf die große Verwüstung der Wälder durch die Stürme im Dezember 1739 hinweisend, um Steuerabschreibung bat. Der Besitz kam 1742 an seinen Sohn Franz Xaver Gottlieb. Zur Herrschaft gehörte auch das Dorf Großklein, für das er von der Kaiserin die Bewilligung zur Abhaltung eines zweiten Viehmarktes im Jahr erhielt. Das jetzt „Alt-Ottersbach“ genannte Gut erbte sein Sohn, der es an Moritz Edlen von Pistor verkaufte. Nach dem Tod von dessen Sohn wurde es öffentlich versteigert und am 3. September 1836 von Kaspar Wilhelm Graf Khünburg erstanden. 1870 kam es an dessen Schwester Caroline Gräfin Cerrini, dann folgten die Familien Koch, Hohenburger und Germuth, 1884–1893 Baron von Wucherer, ab 1893 die Familien Teutsch, von Plappart und von Leenherr.
Seit 1925 ist die Familie Abel Besitzer von Schloss Ottersbach.

### Familie Abel
- 1926: Ein Jahr nach Besitzübernahme des Schlosses durch Familie Abel erfolgte die erste Generalsanierung des Schlosses.
- 1945: Ausländische Truppen plünderten und demolierten das Anwesen.
- 1960: Einige Räume wurden nach den Kriegszerstörungen wieder nutzbar gemacht.
- 1977: Anfang des großen Aus- und Umbaus.
- 1988: Renovierung des Südbaus.
- 2005: Einrichtung des Schlossmuseums.
- 2005: Eröffnung der Festräume.

Die alte Einfahrt führte von Norden her direkt unter der Kapelle, an der Nahtstelle zwischen Haupttrakt und Seitenflügel in den Hof, der gegen Süden von breiten Wirtschaftsgebäuden begrenzt wird. Heute gelangt man, wie an zahlreichen anderen Anlagen auch, über den im Süden gelegenen, ehemaligen Wirtschaftseingang zunächst in den Vorhof und durch den Südbau zum Schloss.
Das Ensemble umfasst das Schlossgebäude mit dem Südbau (im Hintergrund), Gerichtsgebäude (links), Lusthaus (rechts) und Mühle (im Vordergrund).
Das Schloss liegt an der Sulm und bildet mit dem historischen Mühlenkomplex ein vollständig erhaltenes Ensemble. In der aufgestauten Sulm spiegelt sich die Koralm mit der untergehenden Sonne.

## Das Schloss

### Baugeschichte
1616 hat Hans von Murn einen ersten Gebäudeflügel, den heutigen Nordtrakt mit dem hohen Walmdach erbaut. Im selben Jahrhundert wurde ein zweiter, anschließender 'Osttrakt' mit Dachreiter, der das Torgebäude und die Kapelle aus dem 17. Jhd. birgt, in Richtung Süd-Ost angeschlossen.
Gleichzeitig wurde auch der Südbau, der Wirtschaftstrakt als L-förmiges Gebäude errichtet. Beiderseits der Durchfahrt befindet sich je eine 2-schiffige, 3-jochige Gewölbehalle – ehemals Pferdestall und Wagenremise, heute Teil des Festsaal Bereiches.

### Museum
Das Museum befindet sich im Hauptgebäude ausschließlich im Ersten Stock.

### Park
Der Park ist seit 2005 bis auf Widerruf öffentlich zugänglich. Der Rosengarten umfasst eine etwa 60 m lange Rosenlaube und eine 2 m große Metall-Rose.

#### Filmset
Das Schloss stand in der Vergangenheit (siehe u. a. Lilly Schönauer – Umweg ins Glück) öfters als Kulissen für Film und Fernsehen zur Verfügung.